# Bathyspinula kermadecensis
Bathyspinula kermadecensis är en musselart som först beskrevs av Knudsen 1970.  Bathyspinula kermadecensis ingår i släktet Bathyspinula och familjen tandmusslor. Inga underarter finns listade i Catalogue of Life.